# Тони Шуњић
Тони Шуњић (Мостар, 15. децембар 1988) је босанскохерцеговачки фудбалер хрватског порекла, који тренутно игра за Хенан.